# Heinrich Joseph Vogels
Heinrich Joseph Vogels (* 12. Januar 1880 in Langenberg; † 22. Dezember 1972 in Bonn) war ein deutscher Priester und katholischer Theologe.

## Leben
Heinrich Joseph Vogels studierte Katholische Theologie in Bonn, Freiburg und München. Während seines Studiums wurde er 1900 Mitglied der KDStV Hercynia Freiburg im Breisgau im CV und der KDStV Aenania München sowie ehrenhalber der KDStV Ripuaria Bonn, beide im CV. Am 24. August 1902 empfing er in Köln die Priesterweihe. Von 1902 bis 1905 war er Kaplan an St. Engelbert in Essen. 1906 wurde er mit der Arbeit St. Augustins Schrift de consensu evangelistarum an der Universität Münster zum Dr. theol. promoviert. Von 1906 bis 1911 wirkte er als Oberlehrer am Reformrealgymnasium an der Rethelstraße in Düsseldorf. 1911 habilitierte er sich in München und lehrte als Privatdozent für Neutestamentliche Exegese. Im Ersten Weltkrieg war er Feldgeistlicher beim Lazarettrupp 5 der Armeeabteilung Falkenhausen an der Westfront und Divisionspfarrer bei der 14. Infanterie-Division.
1917 erhielt er einen Ruf als Ordinarius für Neues Testament nach Straßburg. 1919 wurde er von dort ausgewiesen und war zunächst Gastprofessor in Bonn, ab 1921 ebenda als Nachfolger von Joseph Felten auf dem Lehrstuhl für Neues Testament. 1946 wurde er emeritiert.
Hauptlehr- und forschungsgebiet war die Textkritik des Neuen Testaments. Vogels veröffentlichte mehr als 400 wissenschaftliche Arbeiten und Aufsätze.
Als akademischer Lehrer übte Vogels maßgebenden Einfluss insbesondere auf die zwischen den beiden Weltkriegen heranwachsende Generation des Klerus der Diözesen Köln und Aachen aus. Er promovierte auch den Rottenburger Diözesanpriester und späteren Professor für Neues Testament, Karl Hermann Schelkle (1908–1988), dessen Dissertation in Tübingen wegen der progressiven Aneignung der formgeschichtlichen Methode nicht angenommen wurde.

## Ehrungen
- Eisernes Kreuz I. und II. Klasse[9]
- Bayerischer Militärverdienstorden IV. Klasse[9]
- Preussische Rote Kreuzmedaille III. Klasse (1915)[4]
- Päpstlicher Hausprälat (1954)
- Großes Verdienstkreuz des Verdienstordens der Bundesrepublik Deutschland (1957)

## Schriften
- Novum Testamentum Graece et Latine. 1920.
- Handbuch der neutestamentlichen Textkritik. 1923.
- Grundriß der Einleitung in das Neue Testament. 1925.
- Evangelium Palatinum. 1926.
- Vulgatastudien. 1928.
- Ambrosiastri qui dicitur commentarius in epistulas Paulinas I-III (CSEL 81) 1966, 1968, 1969